# Banque Nationale du Rwanda
Banque Nationale du Rwanda (engelska: National Bank of Rwanda) är Rwandas centralbank. Banken grundades den 19 maj 1964 och har sitt huvudkontor i Kigali.